# Kentauren
För andra betydelser, se Kentaur (olika betydelser)
Kentauren (Centaurus på latin) är en ljusstark stjärnbild på södra stjärnhimlen. Stjärnbilden är en av de 88 moderna stjärnbilderna som erkänns av den Internationella Astronomiska Unionen.
I stjärnbilden ingår bland annat  trippelstjärnan Alfa Centauri, som är Solens närmaste stjärngranne.

## Historik
Kentauren var en av de 48 konstellationerna som listades av den antike astronomen Ptolemaios i hans samlingsverk Almagest. 

## Mytologi
Enligt den grekiska mytologin led kentauren Folos det ironiska och nesliga ödet att tappa en av hjälten Herakles förgiftade pilar på sin fot. Herakles odödliggjorde honom då genom att lyfta upp honom på himlavalvet och låta honom bli stjärnbilden Kentauren.
Herakles motsvarar Hercules i den romerska mytologin.

## Stjärnor

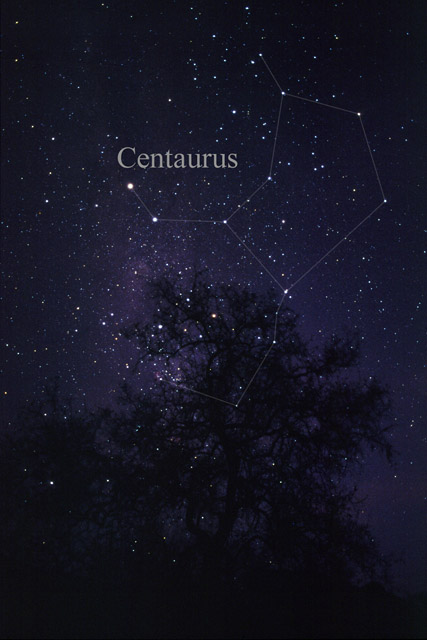
Stjärnbilden Kentauren (Centaurus) som den kan ses med blotta ögat.

Kentauren är en ljusstark stjärnbild som innehåller två av stjärnhimlens tio ljusstarkaste stjärnor. 
- α - Alfa Centauri (Rigil Kentaurus) är en multipelstjärna på bara 4,3 ljusårs avstånd från Jorden, vilket gör den till vår närmaste granne i rymden. Systemets kombinerade magnitud är -0,27. Rigil Kentaurus kommer från arabiska Rijl Qantūris som betyder “Kentaurens fot”. Den har också fått namnen Rigil Kent och Toliman.
 Proxima Centauri heter den komponent i systemet som befinner sig allra närmast oss, på 4,2 ljusårs avstånd. Den har emellertid endast av magnitud 11,05 varför det krävs teleskop för att se den.
- β - Beta Centauri (Hadar eller Agena) är en blåvit jätte av magnitud 0,6.
- θ - Theta Centauri (Menkent eller Haratan) är en orange jätte av magnitud 2,06.
- γ - Gamma Centauri (Muhlifain) är en dubbelstjärna av magnitud 2,2.
- ε - Epsilon Centauri är en blåvit jätte av magnitud 2,29.
- η - Eta Centauri är en Gamma Cassiopeiae-variabel av magnitud 2,33.
- ζ - Zeta Centauri (Alnair) är en spektroskopisk dubbelstjärna med magnitud 2,55.
- δ - Delta Centauri (Ma Wei) klassificeras också som Gamma Cassiopeiae-variabel och varierar 2,51 – 2,65 i magnitud.
- ν - Ny Centauri är en blåvit stjärna och Beta Cephei-variabel. Den varierar i ljusstyrka endast mellan 3,38 och 3,41.
- κ - Kappa Centauri (Ke Kwan) är en dubbelstjärna av magnitud 3,13.

## Djuprymdsobjekt

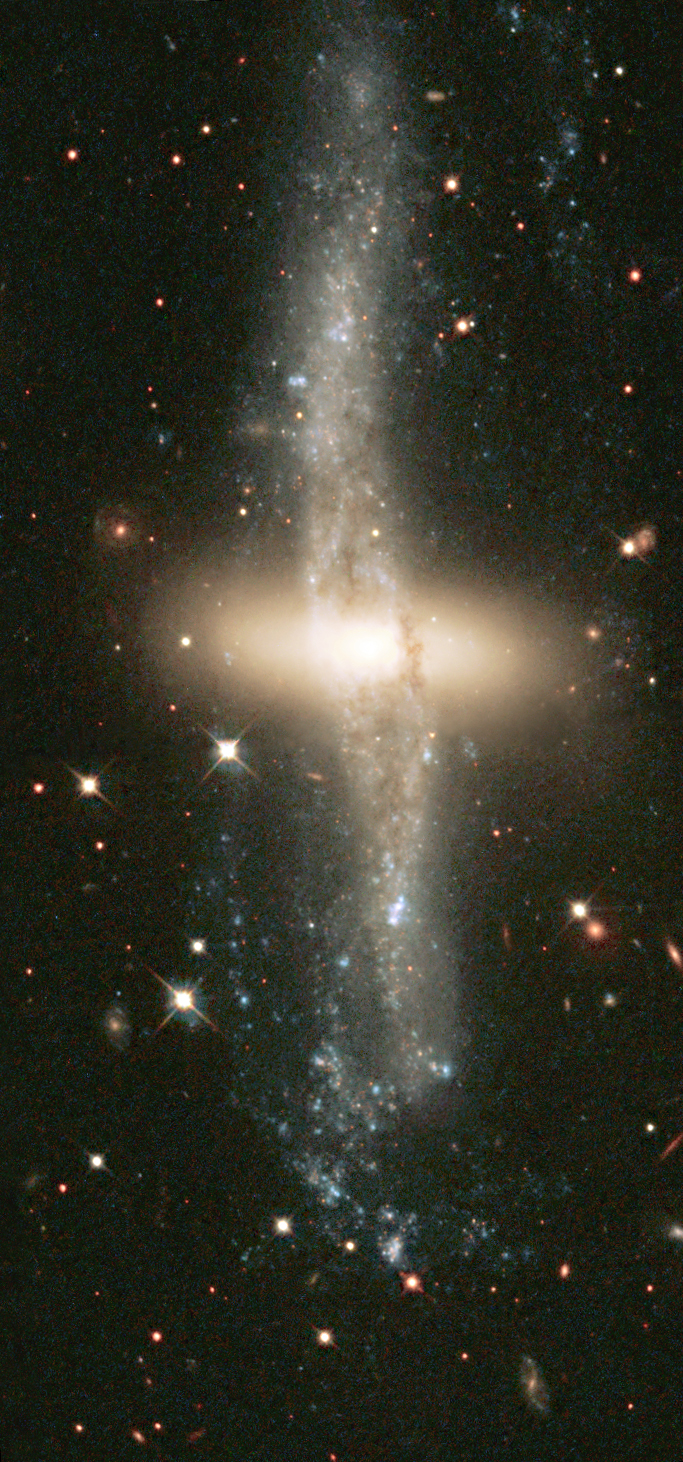
Galaxen NGC 4650A fotograferad av Hubbleteleskopet.

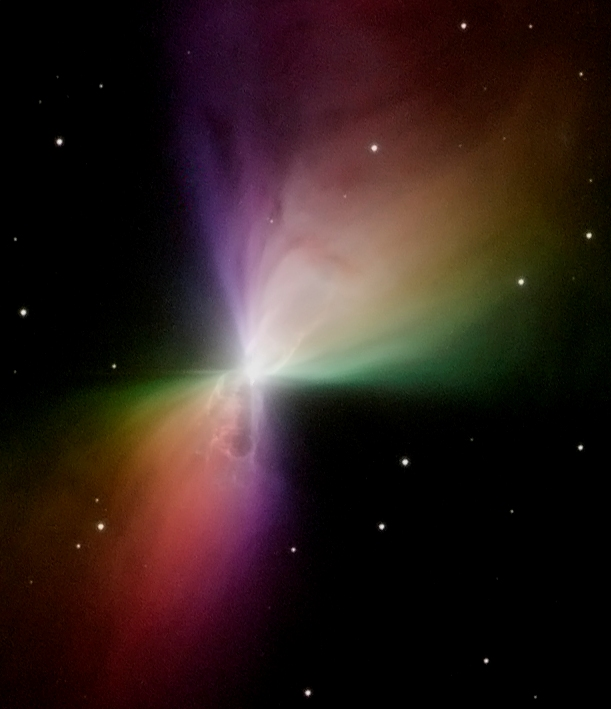
Bumerangnebulosan fotograferad av Hubbleteleskopet.

Kentauren innehåller gott om intressanta objekt.

### Stjärnhopar
- NGC 3766 (Caldwell 97) är en öppen stjärnhop av magnitud 5,3.
- Omega Centauri (NGC 5139, Caldwell 80) är en klotformig stjärnhop med magnitud 5.33. Den listades som stjärna av Ptolemaios, beskrev 1677 av den engelske astronomen Edmond Halley som nebulosa och fastställdes sedan av den tysk-brittiske astronomen William Herschel på 1830-talet som vad den var – en stjärnhop. Omega Centauri innehåller flera miljoner stjärnor.
- NGC 5286 (Caldwell 84) är en klotformig stjärnhop av magnitud 8.31.
- NGC 5460 är en öppen stjärnhop av magnitud 5,6.

### Galaxer
- NGC 4603, NGC 4622 (även kallad Baklängesgalaxen), NGC 4650A, NGC 4696.
- NGC 4945 (Caldwell 83) är en spiralgalax av magnitud 14.40.
- NGC 4976, NGC 5090, NGC 5091.
- Centaurus A (NGC 5128, Caldwell 77) är en elliptisk galax och den femte ljusstarkaste galaxen på natthimlen. Kärnan innehåller ett supermassivt svart hål och är en av de starkaste utomgalaktiska radiostrålningskällorna. Centaurus A är av magnitud 6,84.
- NGC 5253, NGC 5291 och NGC 5408.

### Nebulosor
- NGC 3918 är den ljusstarkaste planetariska nebulosan på södra stjärnhimlen, av magnitud 8,5.
- NGC 5307 är en annan planetarisk nebulosa av magnitud 10.
- IC 2944 (Lambda Centauri-nebulosan, Caldwell 100) är en ljusstark stjärnhop med en associerad emissionsnebulosa.
- Bumerangnebulosan (PGC 3074547) är en protoplanetarisk nebulosa och den kallaste kända platsen i universum,  −272,15 °C.